# ژلنچین (استان لهستان بزرگ‌تر)
ژلنچین (به لهستانی:  Zielęcin) یک روستا در لهستان است که در گمینا ویلیخووو واقع شده‌است.